# قطعنامه ۲۰۹۸ شورای امنیت
قطعنامهٔ ۲۰۹۸ شورای امنیت سازمان ملل متحد سندی بین‌المللی دربارهٔ وضعیت در جمهوری دموکراتیک کنگو است. این قطعنامه طی نشست شورای امنیت سازمان ملل متحد در تاریخ ۲۸ مارس ۲۰۱۳ میلادی با ۱۵ رأی موافق، ۰ مخالف و ۰ ممتنع به تصویب رسید.